# Cofimpacia
Cofimpacia is een geslacht van vlinders van de familie spinneruilen (Erebidae), uit de onderfamilie Calpinae.

## Soorten
- C. chusaroides Holloway, 1979
- C. luteata Holloway, 1979
- C. violacea Holloway, 1979